# 1854 en littérature
| Années de la littérature : 1851 - 1852 - 1853 - 1854 - 1855 - 1856 - 1857    |
| Décennies de la littérature : 1820 - 1830 - 1840 - 1850 - 1860 - 1870 - 1880 |

Cet article présente les faits marquants de l'année 1854 en littérature.

## Événements
- 1er mars : Le premier roman de l'autrice américaine Maria S. Cummins, L'Allumeur de réverbères, est publié par John P. Jewett and Company à Boston et rencontre un succès immédiat retentissant. 20 000 exemplaires du livre s'écoulent les vingt premiers jours et les ventes atteignent 70 000 unités dès la fin de la première année. C'est le deuxième roman le plus vendu au cours du XIXe siècle aux États-Unis après La Case de l'oncle Tom de Harriet Beecher Stowe (1852).
- 13 octobre : Le poète Gérard de Nerval est libéré de son internement à la Maison Blanche, sur intervention du comité de la Société des gens de lettres.

## Parutions
- Marie-Nicolas Bouillet : Dictionnaire universel des sciences, des lettres et des arts
- William Smith : Dictionary of Greek and Roman Geography.

### Essais
- Auguste Comte : Système de politique positive, Quatrième tome : Le tableau synthétique de l'avenir humain.
- Alfred-Auguste Cuvillier-Fleury : Études historiques et littéraires.
- Lamartine : Histoire des Constituants, Histoire de la Turquie.
- Henry David Thoreau : Walden; or, Life in the woods (Walden ou la Vie dans les bois), L'Esclavage dans le Massachusetts et Plaidoyer pour John Brown.
- Thomas de Quincey : De l'assassinat considéré comme un des beaux-arts et Les Derniers jours d'Emmanuel Kant
- Théodore-Auguste Mendez : Le Livre de la mort.
- Eugène Viollet-le-Duc, Essai sur l'architecture militaire au Moyen Âge, Paris ;

### Récits de voyage
- Publication du livre du Père Évariste Huc (1813-1860) Souvenirs d’un voyage dans la Tartarie et le Thibet pendant les années 1844, 1845 et 1846. Le Père Huc, religieux français de l'ordre des Lazaristes, missionnaire en Chine, effectue des missions d'exploration à travers la Mongolie (Tartarie) jusqu'au Tibet en 1844-1846, et est le premier Européen depuis les voyages de l'Anglais, Thomas Manning (1811-1812) à visiter Lhassa. Son livre, qui connaît un grand succès, réveille l'intérêt des Européens pour l'Asie centrale et ouvre la voie aux études asiatiques.

### Poésie
- Louise Colet : Ce qu'on rêve en aimant et L'Acropole d'Athènes
- Gérard de Nerval : Les Chimères et Les Filles du feu
- Tiouttchev : Poésies

### Romans
- Honoré de Balzac : Le Député d'Arcis laissé inachevé et complété par Charles Rabou à la demande de l'auteur de la Comédie humaine.
- Jules Barbey d'Aurevilly, L'Ensorcelée.
- Les Filles du préfet, roman de Camilla Collett (1854-1855).
- Les Bourgeois de Molinchart de Champfleury.
- L'Allumeur de réverbère de Maria Susanna Cummins.
- Les Temps difficiles de Charles Dickens, un des premiers romans industriels.
- Star ou Ψ de Cassiopée, roman de science-fiction de Charlemagne Ischir Defontenay.
- Les Mohicans de Paris d'Alexandre Dumas.
- Histoire de ma vie de George Sand (1854-1855).
- Adolescence de Tolstoï.
- Deux amis, Un coin tranquille de Tourgueniev.
- Maître Zacharius ou l'horloger qui avait perdu son âme conte fantastique de Jules Verne.

## Théâtre
- Pauvreté n’est pas vice, d’Alexandre Ostrovski.
- Succès théâtral de La Crise d'Octave Feuillet

## Principales naissances
- 16 octobre : Oscar Wilde, écrivain irlandais
- 20 octobre : Arthur Rimbaud, poète français

## Principaux décès
- 27 février :  Félicité Robert de Lamennais, philosophe et écrivain (° 1782).
- 1er juin : Josipina Turnograjska, écrivaine et compositrice slovène (° 1833)
- 9 décembre : Almeida Garrett, écrivain romantique portugais (° 1799).